# Julio Javier Ríos
Julio Javier Ríos  es un abogado y político paraguayo. Se desempeñó como Ministerio de Justicia del Paraguay entre agosto de 2018 y septiembre del 2019, cuando presentó su renuncia a causa del asesinato del comisario Félix Ferrari y la fuga del narcotraficante “Samura.”  Había sido nombrado por el presidente Mario Abdo Benítez. Anteriormente, representó a Asunción cómo diputado durante el periodo legislativo 2013-2018. Además, fue profesor en la Universidad Católica Nuestra Señora de Asunción y en la Universidad Nacional de Misiones. 